# Sapere aude
|  | Aquest article tracta sobre la locució llatina. Si cerqueu la sèrie derivada de Merlí, vegeu «Merlí: Sapere aude». |

Sapere aude o en català «atreveix-te a saber» és una locució llatina que prové originalment de l'Epístola II (Epistularum liber primus) del poeta llatí Horaci:
- Dimidium facti qui coepit habet: sapere aude, incipe («Qui ha començat, ja ha fet la meitat: atreveix-te a saber, comença».)

La frase es troba en una epístola d'Horaci adreçada al seu amic Lollius Maximus, i publicada l'any 20 aC dins del Epistularum liber primus («Primer llibre de cartes»). La carta tracta de les estratègies que Ulisses va idear durant el retorn de Troia per a superar els diferents obstacles amb què es va trobar, de manera que la frase pot entendre's com "tingues el valor de fer servir les teves habilitats per a pensar". Hi ha també qui ho tradueix simplement com "atreveix-te a pensar".
És citada sobretot en la interpretació de Kant, que en el 1784 la va declarar el lema de la Il·lustració: Habe Mut, dich deines eigenen Verstandes zu bedienen! («Atreveix-te a fer ús del teu propi enteniment»).
El filòsof alemany Immanuel Kant va divulgar aquesta locució en l'assaig cèlebre Què és la Il·lustració? (1784). En aquest altre cas, sapere aude s'acostuma a interpretar com «tingues el valor de servir-te del teu propi enteniment».